# Cestrum ruizteranianum
Cestrum ruizteranianum är en potatisväxtart som beskrevs av C. Benítez de Rojas och W.G. D'arcy. Cestrum ruizteranianum ingår i släktet Cestrum och familjen potatisväxter. Inga underarter finns listade i Catalogue of Life.